# Фрідріх Енгель (офіцер СС)
Фрідріх Вільгельм Конрад Зігфрід Енгель (нім. Friedrich Wilhelm Konrad Siegfreid Engel; 3 січня 1909, Гафельберг — 4 лютого 2006, Гамбург) — німецький офіцер, оберштурмбаннфюрер СС, начальник поліції безпеки і СД в Генуї. Відомий під прізвиськом «Генуезький м'ясник».

## Біографія
Після закінчення навчання і отримання спеціальності філолога вступив в СД і став референтом з питань «ідеологічної освіти» в РСХА. Крім того, за його власними спогадами його активність в націонал-соціалістичному русі почалася з 1934 року, коли він став націонал-соціалістичним керівником студентів в Кільському університеті та в Інсбруку. У 1940 році відряджений до командира поліції безпеки і СД в Осло. 5 січня 1944 року зайняв посаду командира поліції безпеки і СД в Генуї. 19 травня 1944 року, як відповідь партизанському нападу на кінотеатр, наказав розстріляти 59 ув'язнених в'язниці Марассі на Турчинському перевалі.
Після закінчення війни був заарештований американцями. У 1947 році здійснив втечу з американського табору Кемп Кінг в Оберурзелі. У 1948 році працював лісорубом в Браунлагу під ім'ям Фрідріха Шоттенберга. З 1949 року був уповноваженим представником компанії з виробництва деревини в Гамбурзі. У 1969 році проти нього проводилося розслідування, яке було припинене в наступному році.
У 1996 році прокуратура Турина провела щодо нього нове розслідування, а 15 листопада 1999 року туринський суд заочно засудив Енгеля до довічного ув'язнення за вбивство 249 чоловік. У 2002 році постав перед судом в Гамбурзі, де заявив, що йому «немає про що шкодувати». 5 липня 2002 року засуджений до 7 років ув'язнення за 59 вбивств, однак він не відбував покарання в зв'язку з похилим віком та станом здоров'я. У червні 2004 року Верховний федеральний суд Німеччини скасував вирок стосовно Енгеля, в зв'язку з недостатньою доведеністю жорстокості вбивств.

## Нагороди
- Хрест Воєнних заслуг 2-го класу з мечами (січень 1945)